# Lumière de la meilleure image

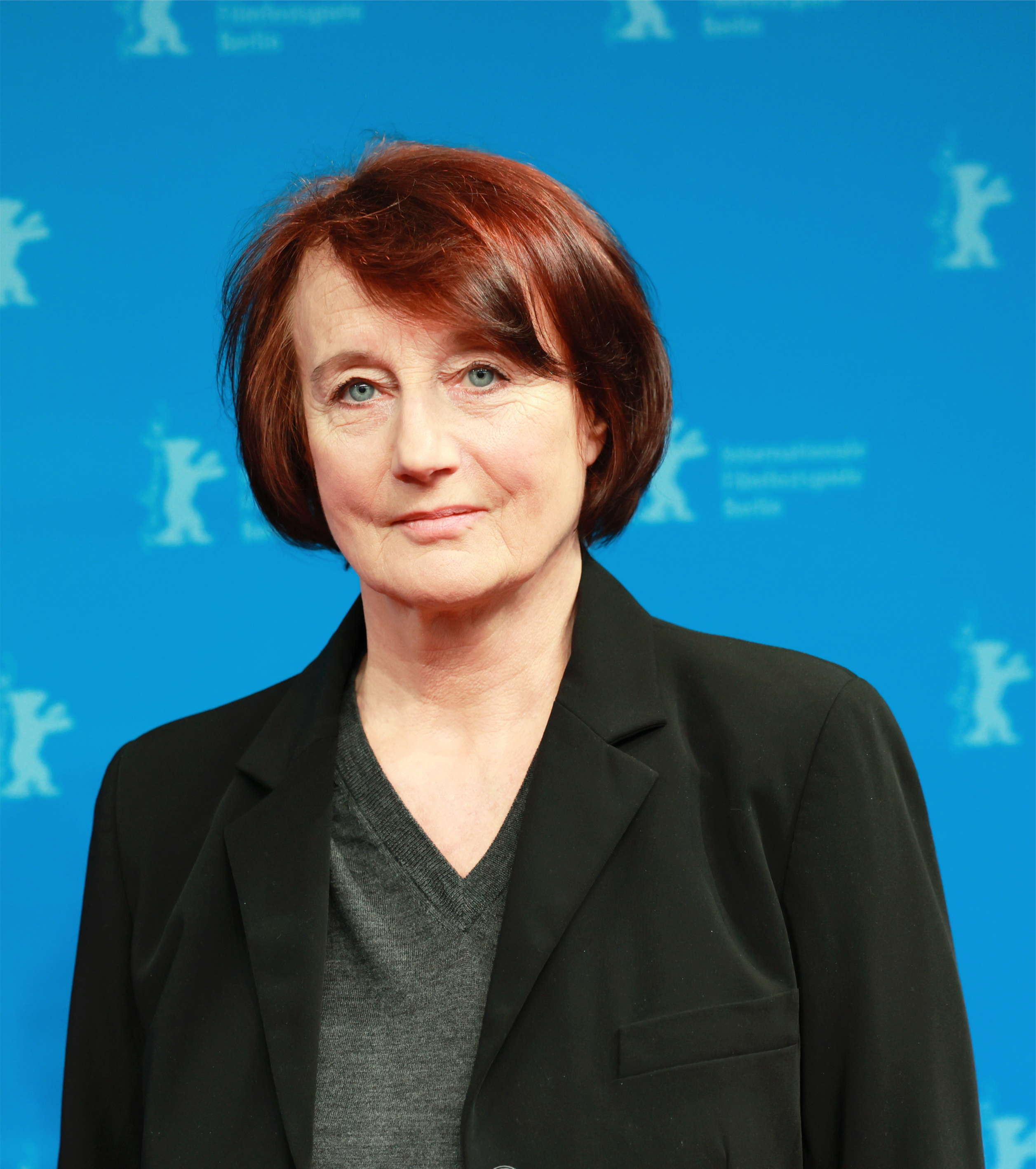
Caroline Champetier, lauréate 2011 et 2022

Le Lumière de la meilleure image, anciennement nommé prix de la meilleure photographie, ou encore prix technique de la CST (jusqu'en 2015), est une récompense cinématographique française remise depuis 2008 durant la cérémonie des Lumières.

## Palmarès

### Années 2000
- 2008 : Éric Gauthier pour Into the Wild
- 2009 : Agnès Godard pour Home

### Années 2010
- 2010 : Glynn Speeckaert pour À l'origine
- 2011 : Caroline Champetier pour Des hommes et des dieux
- 2012 : Pierre Aïm pour Polisse
- 2013 : Antoine Héberlé pour Héritage et Quelques heures de printemps
  - Romain Winding pour Les Adieux à la reine et Cherchez Hortense
  - Matthieu Poirot-Delpech pour L'Œil de l'astronome
  - Claire Mathon pour Trois mondes
  - Caroline Champetier pour Holy Motors

- 2014 : Thomas Hardmeier pour l'Extravagant Voyage du jeune et prodigieux T. S. Spivet
  - Jérôme Alméras pour Quai d'Orsay
  - Christophe Beaucarne pour L'Écume des jours
  - Crystel Fournier pour Une place sur la Terre
  - Stéphane Fontaine pour Jimmy P. (Psychothérapie d'un Indien des Plaines)

- 2015 : Rémy Chevrin pour À la vie
  - Yves Cape pour Vie Sauvage
  - Josée Deshaies pour Saint Laurent
  - Sofian El Fani pour Timbuktu
  - Darius Khondji pour Magic in the Moonlight
  - Arnaud Potier pour Respire

- 2016 : David Chizallet pour Mustang, Les Anarchistes et Je suis un soldat
  - Matias Boucard pour L'Affaire SK1
  - Irina Lubtchansky pour Trois souvenirs de ma jeunesse
  - Claire Mathon pour Le Dernier Coup de marteau, Mon roi et Les Deux Amis
  - Arnaud Potier pour Les Cowboys
  - Sylvain Verdet pour Ni le ciel ni la terre

- 2017 : Jonathan Ricquebourg pour La Mort de Louis XIV
  - Christophe Beaucarne pour Mal de pierres
  - Benoît Debie pour La Danseuse
  - Antoine Héberlé pour Une vie
  - Léo Hinstin pour Nocturama
  - Pascal Marti pour Frantz
- 2018 : Christophe Beaucarne pour Barbara
  - Céline Bozon pour Félicité
  - Caroline Champetier pour Les Gardiennes
  - Alain Duplantier pour Le Semeur
  - Irina Lubtchansky pour Les Fantômes d'Ismaël
  - Vincent Mathias pour Au revoir là-haut
- 2019 : Benoît Debie pour Les Frères Sisters
  - Benoît Debie pour Climax
  - Laurent Desmet pour Mademoiselle de Joncquières
  - Julien Hirsch pour Un peuple et son roi
  - David Ungaro pour Les Confins du monde

### Années 2020
- 2020 : Claire Mathon pour Portrait de la jeune fille en feu
  - Manuel Dacosse pour Grâce à Dieu
  - Paweł Edelman pour J'accuse
  - Irina Lubtchansky pour  Roubaix, une lumière
  - Julien Poupard pour Les Misérables

- 2021 : Hichame Alaouié pour Été 85
  - Renato Berta pour Le Sel des larmes
  - Laurent Desmet pour Les Choses qu'on dit, les choses qu'on fait
  - Yann Maritaud pour Slalom
  - Aurélien Marra pour Deux

- 2022 : Caroline Champetier pour Annette
  - Christophe Beaucarne pour Illusions perdues
  - Romain Carcanade pour La Nuée
  - Tom Harari pour Onoda, 10 000 nuits dans la jungle
  - Laurent Tangy pour L'Événement

- 2023 : Artur Tort pour Pacifiction : Tourment sur les Îles
  - Sébastien Buchmann pour Les Passagers de la nuit
  - Benoît Debie pour Vortex
  - Patrick Ghiringhelli pour La Nuit du 12
  - Claire Mathon pour Saint Omer

- 2024 : Jonathan Ricquebourg pour La Passion de Dodin Bouffant
  - Simon Beaufils pour Anatomie d'une chute
  - David Cailley pour Le Règne animal
  - Hélène Louvart pour Disco Boy
  - Sylvain Verdet pour Goutte d'or

- 2025 : Nicolas Bolduc pour Le Comte de Monte-Cristo
  - Josée Deshaies pour La Bête
  - Tristan Galand pour L'Histoire de Souleymane
  - Paul Guilhaume pour Emilia Pérez
  - Claire Mathon pour Miséricorde